# Kejser
Kejser (latin: imperator) er i Europa den højeste titel for en monark. Ordet "kejser" er afledt af tysk Kaiser, som igen er afledt af Cæsar (efter Julius Cæsar), som på klassisk latin blev udtalt omtrent som "kaisar". Den slaviske titel tsar er en anden afledt variant af det samme ord, og den britiske form emperor er en tilsvarende betegnelse for en mand, der er hersker over et imperium (titlen for en kvinde er empress). Visse af de indiske kejsere betegnes også som stormoguler, afledt af fyrstehusets betegnelse og oprindelse som Mughal. Andre steder på det indiske subkontinent blev den øverste regent betegnet Maharaja (den store konge el. kongernes konge).
I modsætning til gængs forestilling betyder Cæsar således ikke kejser. Cæsar var et almindeligt navn, der med tiden fik karakter af titel, idet navnet blev tillagt de romerske imperatorer. Herved forstærkede imperatoren sin legitimitet ved at sidestille sig selv med den legendariske Julius Cæsar. Efterhånden blev navnet dog til titlen for de udvalgte arvinger, mens kejsertitlen blev Augustus. Legenden fortæller, at ordet Cæsar oprindelig er fønikisk (punisk) og betyder "lille elefant".[kilde mangler] Den juliske familie skulle have erhvervet navnet i forbindelse med Roms kampe med Karthago om magten i Middelhavet.
Titlen kejser har vanligvis været brugt om en, som regerer over et imperium.
- I vor tid bruger man titlen om monarken i Japan.
- 1976-79 var den Centralafrikanske Republik et kejserdømme med Jean-Bédel Bokassa som Kejser Bokassa I.
- Etiopien var et kejserdømme indtil 1975, nogle måneder efter at den mangeårige kejser Haile Selassie var blevet afsat.